# Alerte aux populations

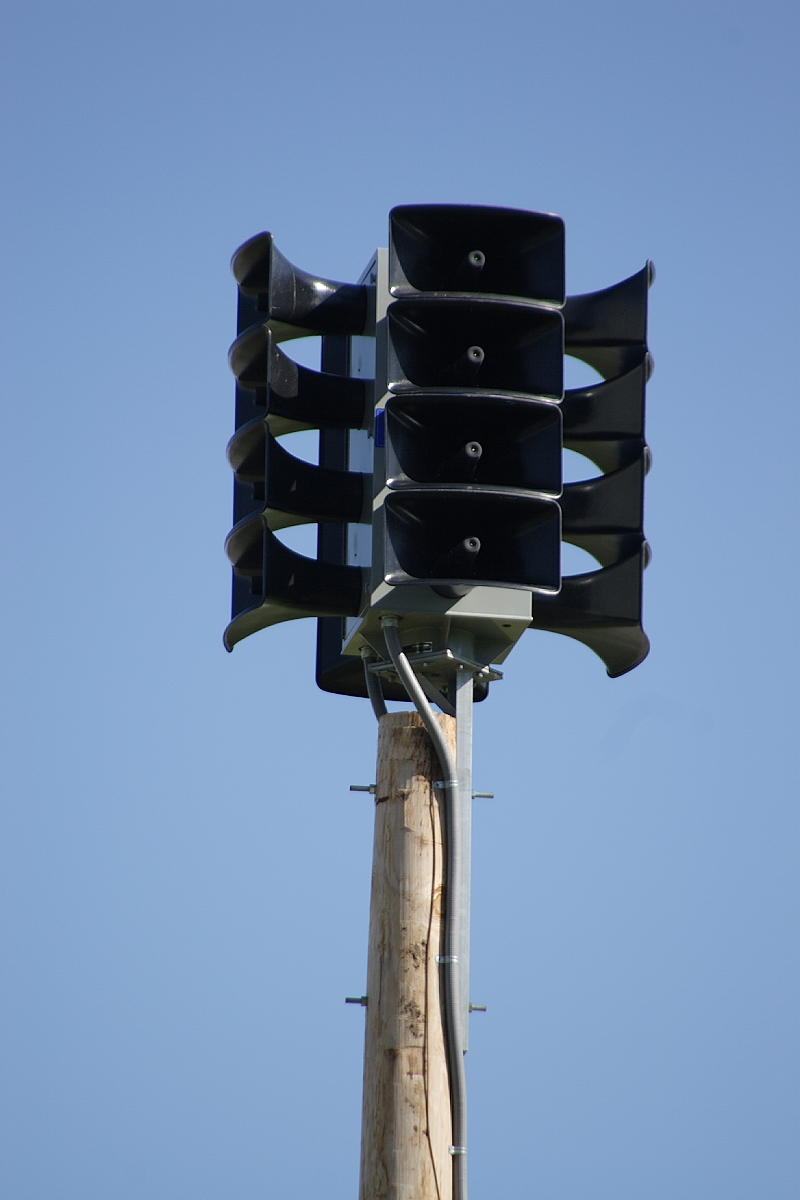
Système d'alerte à court terme à O'Fallon (Illinois), aux États-Unis (2006). Ces haut-parleurs sont notamment destinés à annoncer les tornades.

Pour les articles homonymes, voir Alerte.
L'alerte aux populations est l'action de prévenir les populations de l'arrivée d'un danger afin que celles-ci puissent s'en protéger. Son but est de minimiser le nombre de victimes.
- l'alerte à moyen ou long terme : le danger s'approche et arrivera probablement dans quelques jours (par exemple un cyclone tropical), ou bien il s'agit d'une situation qui s'installe lentement, ou bien dangereuse uniquement du fait de sa durée (par exemple canicule ou grand froid). Dans ce cas, l'information peut se faire par les médias traditionnels (quotidiens, radio, télévision, internet), l'affichage administratif (par exemple sur les mairies) et par des bulletins d'alerte et d'information (bulletin d'alerte météorologique (BAM), carte de vigilance) ;
- l'alerte à court terme : le danger est soudain et imminent (par exemple un nuage toxique créé par un accident industriel, un bombardement, une action terroriste, etc.). L'alerte est en général un signal sonore (sirène) ; il faut donc avoir préparé la population pour qu'elle sache comment réagir (par exemple, se confiner et écouter la radio).

## Définition et caractéristiques au sens de l'UNISDR
Au sens de la stratégie internationale de prévention des catastrophes des Nations unies (en), l'alerte rapide est l'« ensemble des capacités nécessaires pour produire et diffuser en temps opportun et utile des bulletins d’alerte permettant à des individus, des communautés et des organisations menacées par un danger, de se préparer et d’agir de façon appropriée en temps utile pour réduire le risque de dommage ou de perte ». L'UNISDR précise que cette définition englobe l’éventail des facteurs nécessaires pour assurer une réponse efficace aux avertissements. Un système d'alerte précoce comprend quatre éléments clés :
- la connaissance des risques ;
- le suivi, l'analyse et la prévision des risques ;
- la communication ou la diffusion d'alertes et de mises en garde ;
- et des capacités locales à répondre à l’avertissement reçu.

L'expression « système d'alerte intégré » est également utilisée pour souligner que les systèmes d’alerte doivent inclure toutes les étapes allant de la détection des dangers jusqu'à la réponse mise en place au niveau communautaire.

## Prérequis
La mise en place d'un système d'alerte dans un pays requiert d'avoir d'une part un réseau de veille permettant de détecter le problème à temps, et d'autre part une structure pouvant déclencher le système d'alerte, en relation avec le réseau de veille. Il faut distinguer les structures locales, pour les accidents industriels ou les catastrophes naturelles d'ampleur locale (par exemple inondation), et les structures nationales ou supra-nationales pour les catastrophes de grande ampleur ou dont la prévision nécessite de gros moyens (par exemple ouragan, tsunami, nuage toxique ou radioactif de type Tchernobyl, bombardement).
Le pays doit ensuite mettre en place une infrastructure pour diffuser l'alerte, en général :
- une cellule de contact avec les médias ;
- des moyens de contact entre les administrations locales et l'administration centrale chargée de la sécurité civile ;
- et un moyen de prévenir massivement et rapidement les populations, en général un signal sonore (réseau de haut-parleurs ou de sirènes couvrant le pays).

Dans les pays où la population est de plus en plus équipée d'appareils « nomades » connectés à Internet (téléphones portables, smartphones, tablettes numériques) se développe la notion de médias sociaux pour la gestion des urgences, ou MSGU (en anglais : SMEM, social media for emergency management). Outre les moyens habituels, l'alerte pourrait ainsi être diffusée sur les réseaux sociaux.
Un des points critiques est la possibilité de diffuser l'alerte en cas de défaillance des infrastructures.
La population doit être formée à la reconnaissance du signal et à la conduite à tenir. La préparation doit prendre en compte les risques les plus probables pour chaque région. Les consignes doivent être simples, en distinguant deux types de situations : celle requérant un confinement, et celle requérant l'évacuation immédiate. Il faut donc dans l'idéal deux signaux distincts.

## Fonctionnement des alertes à travers le monde

### États-Unis
Aux États-Unis, l'alerte aux populations se fait par radio et par télévision, avec le système appelé Emergency alert system (EAS).
Ce système a remplacé le Emergency broadcast system (EBS) en 1997, qui a lui-même été créé en 1963 pour remplacer le CONELRAD (Control of Electromagnetic Radiation).
Les messages d'alerte sont des messages numériques (succession de bits) d'un format normalisé. L'en-tête indique la nature du message (il est émis quatre fois afin d'éviter les déclenchements erronés). Ces messages peuvent être envoyés par les stations primaires qui peuvent être nationales (national primary, NP), de l'État (state primary, SP) ou bien locales (local primary, LP). Les messages sont relayés par les relais de l'État (state relays, SR) jusqu'aux acteurs locaux. Les relais locaux, ou participating national sources (PN), sont les stations de radio et de télévision (systèmes de diffusion par câble ou par voie hertzienne), les autres services sous la coupe de la Federal Communications Commission (FCC), ainsi que des entreprises participant au programme ; les particuliers possédant une radio compatible EAS peuvent directement décrypter les messages de l'EAS.
En cas d'urgence nationale, une notification d'action d'urgence (emergency action notification, EAN) est envoyé par le président des États-Unis ou leur représentant à toutes les stations relais pour indiquer le début de l'alerte ; les émissions des stations relais sont alors interrompues et remplacées par le message d'alerte, qui commence par un signal sonore de huit secondes composé par deux sons sinusoïdaux émis en même temps et de fréquence 853 Hz (entre le sol ♯ et le la aigu) et 960 Hz (entre le si ♭ et le si aigu), qui est un accord dissonant (il provoque une sensation désagréable, avec des battements interférentiels). Ce signal sonore est suivi par un message vocal indiquant la nature de l'alerte et les consignes à suivre. Lorsque l'alerte est levée, le Président envoie un message de fin (emergency action termination, EAT).
La plupart du temps, l'EAS est activé pour des risques climatiques (tempêtes, ouragans). Au cours d'un niveau local ou de l'état d'activation, un message est généralement limité à environ deux minutes avant la fin du code de message est envoyé par l'appareil. Contrairement à ses prédécesseurs, elle, le niveau local EAS vise à donner des informations de base sur la nature de l'urgence et les instructions de nouvelles locales, tout continue de la couverture des médias et des mises à jour sur l'événement (l'EAS peut être activé de nouveau, le cas échéant). Le système est testé une fois par semaine. La plupart de ces essais consistent à peine l'en-tête et de message et de codes en cours d'envoi, précédée par un bref message indiquant qu'il s'agit d'un test sur les stations de radio. Ces tests sont toujours fait au niveau local. Cependant, une fois par mois, une procédure différente est utilisée. Ces tests comprennent également la tonalité et un bref essai de script (cette fois-ci sur toutes les stations), avant la fin de message codes. Habituellement, ces essais sont réalisés sur le plan local, mais sont parfois effectuées à l'État ou au niveau national.
Dans le système précédent (EBS, avant 1997), le signal d'alerte n'était pas numérique mais analogique. Le signal d'avertissement (accord dissonant) était diffusé durant 28 secondes, les 20 premières secondes déclenchaient l'arrêt des émissions normales et les 8 dernières secondes étaient diffusées à l'antenne en préalable au message d'urgence. Le basculement des émissions normales à la diffusion du message d'alerte (retransmission du message de la station primaire) était effectué manuellement. Pour les déclenchements nationaux, une confirmation de l'alerte était relayée par les agences de presse Associated Press (AP) et United Press International (UPI) pour éviter les erreurs ou canulars. Entre 1976 et 1996, l'EBS a été activé plus de 20 000 fois, pour des événements météorologiques.
Un système de sirène est mis en place dans les villes. Depuis 2001 est mis en place le signal d'alerte continu (alert), souvent utilisé pour les alertes météorologiques (tornades, ouragans), un signal montant et descendant (attack), normalement réservé aux raids aériens mais utilisé pour d'autres raisons depuis la fin de la Guerre Froide, et aussi un signal deux tons (Hi-Lo), le même que les véhicules de secours français, utilisé notamment par les sirènes reliées aux casernes de pompiers pour appeler les pompiers volontaires. D'autres signaux existent comme le "Westminster Chimes", où les sirènes de type électroniques jouent le son du célèbre carillon de Big Ben. Ce signal est en général utilisé pour des tests. Les signaux réglementaires peuvent être assistés de messages vocaux (voice alarm). Les sirènes sont testées au niveau municipal, du comté ou de l'état, à différentes fréquences. Par exemple, San Francisco teste ses sirènes chaque mardi, et beaucoup de petits villages testent leur sirène chaque jour à midi (noon whistle), vestige de l'époque industrielle ou la sirène était aussi utilisée pour signaler l'heure de midi aux fermiers ou aux ouvriers. Certains villages testaient même leur sirène quatre fois par jour, en général à 8h du matin, midi, 16h et 20h, où elles rythmaient le travail des ouvriers et des fermiers.

### Union européenne
Selon la directive de l'Union européenne établissant le code des communications électroniques européen, « au plus tard le 21 juin 2022, les États membres veillent à ce que, lorsque des systèmes d’alerte du public pour les cas d’urgence ou de catastrophes majeures, imminentes ou en cours, sont en place, des alertes publiques soient transmises aux utilisateurs finaux concernés par les fournisseurs de services mobiles de communications interpersonnelles fondés sur la numérotation. »

#### Belgique
Après les attentats du 22 mars 2016 à Bruxelles, les sirènes ont été abandonnées ; le démantèlement s’est achevé en 2019. Depuis le 13 juin 2017, le système unique Be-Alert est opérationnel. Il permet au Centre de gestion de crise d’envoyer SMS, appels téléphoniques et mails
.

#### France

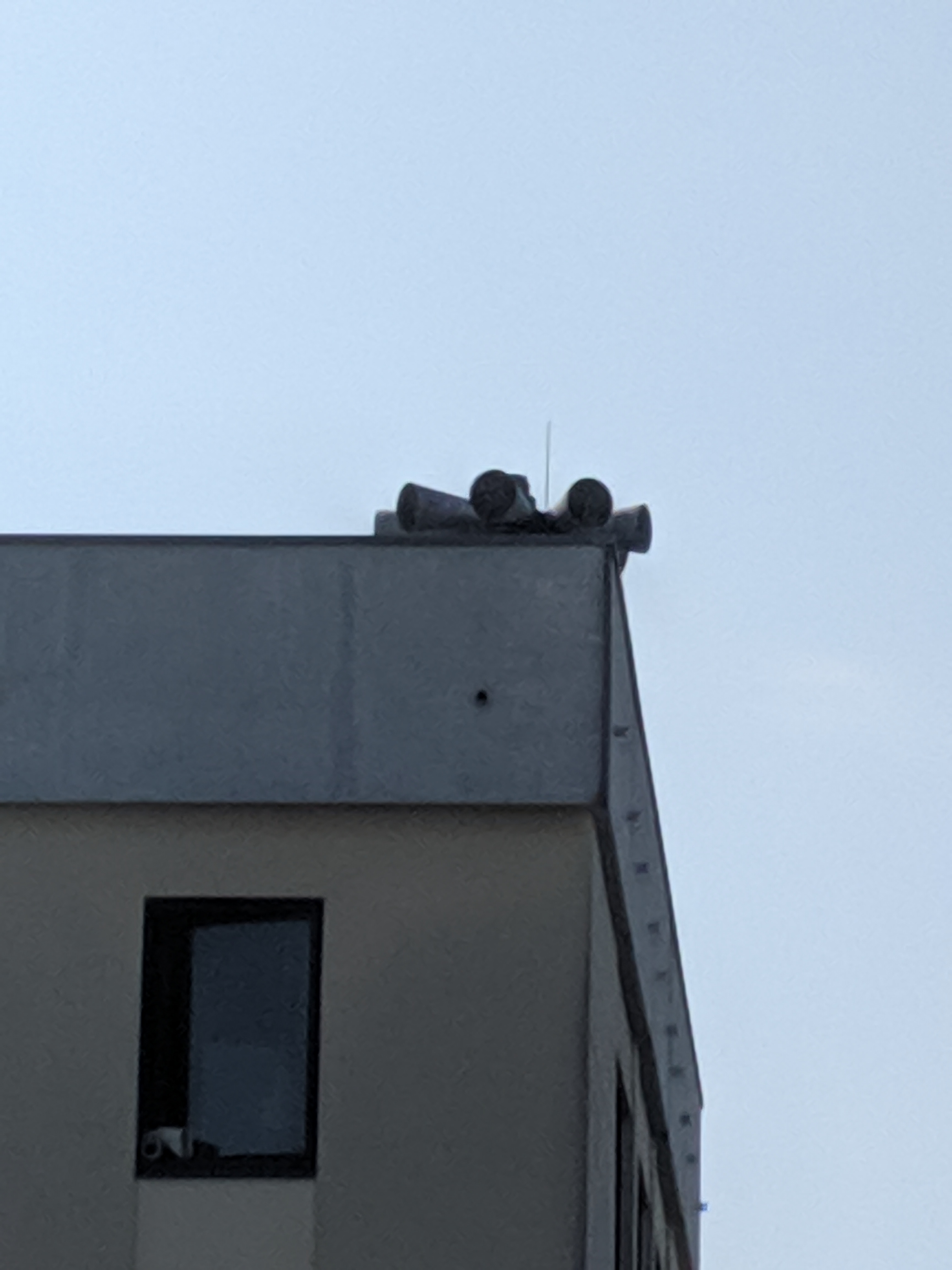
Sirène d'alerte aux populations de Stiring-Wendel (Moselle)

Selon le code de la sécurité intérieure, le code d’alerte national contient les mesures destinées à alerter et informer en toutes circonstances la population soit d’une menace ou d’une agression au sens de la défense nationale, soit d’un accident, d’un sinistre ou d’une catastrophe au sens de la sécurité civile. Ces mesures sont mises en œuvre par les détenteurs de tout moyen de communication au public.
Les mesures destinées à informer la population comprennent :
- la mise à disposition permanente d’informations sur l’état de vigilance qui a pour objet de prévenir ou de signaler certains risques naturels ou technologiques ou certaines menaces ;
- l’émission sur tout ou partie du territoire soit d’un message d’alerte, soit du signal national d’alerte, soit de l’un et de l’autre ;
- la diffusion, répétée tout au long de l'événement, de consignes de comportement et de sécurité à observer par la population ;
- l’émission soit d’un message de fin d’alerte, soit du signal national de fin d'alerte, soit de l’un et de l’autre[6].

Compte tenu des plans d’organisation des secours, l’information porte notamment sur :
- les caractéristiques de l’événement (origine, étendue, évolution prévisible), dans la mesure où celles-ci sont identifiées ;
- les consignes de protection qui, selon le cas, peuvent porter notamment sur la mise à l’abri des populations, les dispositions à prendre par celles-ci en cas d’évacuation, la restriction de consommation de certains aliments, la distribution et l’utilisation de produits de santé ;
- les consignes spéciales, le cas échéant, pour certains groupes de population[7].

Les mesures d’alerte sont déclenchées sur décision de l’une des autorités suivantes :
1. le Premier ministre ;
2. le préfet de département ou, à Paris, le préfet de police ;
3. le maire qui informe sans délai le préfet du département.

S’agissant des installations ou ouvrages concernées par un plan particulier d'intervention (par exemple Seveso), les mesures d’alerte peuvent être déclenchées par l’exploitant dans les conditions fixées par le préfet de département.
Les messages d’alerte sont notamment diffusés par :
- les services de radiodiffusion sonore et de télévision dont la liste est fixée par un arrêté conjoint du ministre chargé de la sécurité civile et du ministre chargé de la communication ;
- les centres d’ingénierie et de gestion du trafic, les centres régionaux d'information et de coordination routières et le Centre national d'information routière (« bison futé ») ;
- les équipements des collectivités territoriales ;
- les équipements des réseaux internes délivrant des informations au public dans les gares, les métros, les ports et les aéroports[9].

##### Signal national d’alerte

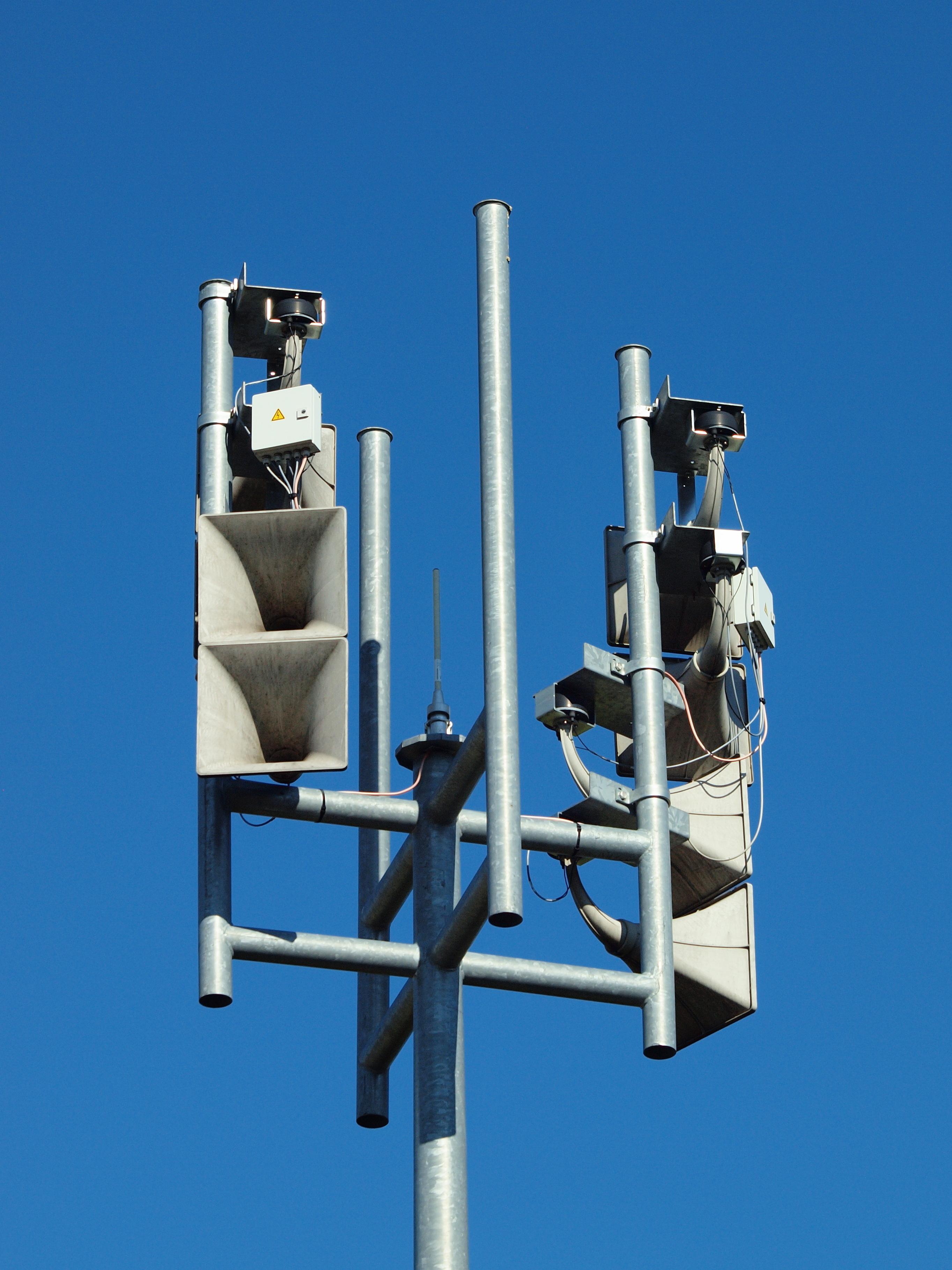
Sirène d'alerte aux populations de Saint-Nicolas-la-Chapelle (Aube)

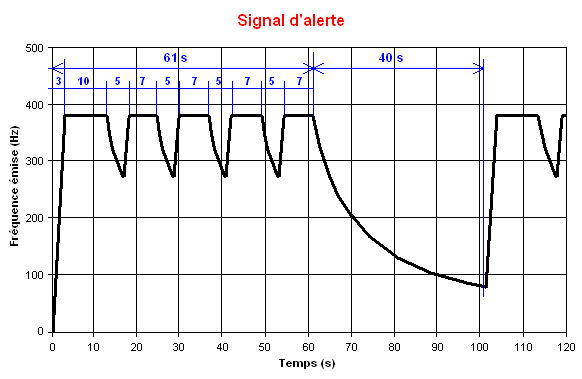
Signal de début d'alerte

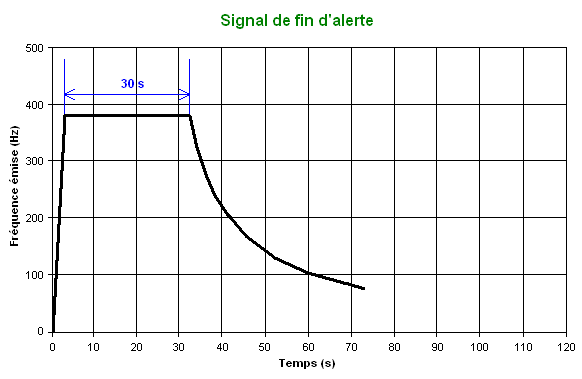
Signal de fin d'alerte

Le signal national d'alerte est notamment diffusé par :
- les équipements d’alerte de l’État, des collectivités territoriales et des autres personnes publiques ;
- les moyens de diffusion d’alerte propres aux installations ou ouvrages concernées par un plan particulier d'intervention[10].

Les détenteurs de dispositifs d’alerte doivent s’assurer de leur bon fonctionnement, notamment par des inspections et essais périodiques, dont ils informent le préfet de département ainsi que le ou les maires concernés.
Il existe plusieurs signaux émis par les sirènes définis par un arrêté. Le signal national d’alerte consiste en trois cycles successifs d'une durée d'1 minute et 41 secondes chacun et séparés par un intervalle de 5 secondes et d'un son modulé en fréquence :
- chaque cycle comporte cinq périodes de fonctionnement au régime nominal. La fréquence fondamentale du son émis au régime nominal est de 380 Hz (+/- 10 Hz) (entre le fa♯ et le sol médium) ;
- la première période a une durée de 10 secondes, les 4 suivantes ont une durée de 7 secondes ;
- chaque période est séparée de la suivante par une durée de 5 secondes comprenant une descente en régime de 4 secondes suivie d'une montée en régime de 1 seconde ;
- la première période est précédée d'une montée en régime d'une durée de 3 secondes ;
- la dernière période est suivie d'une descente du régime d'une durée de 40 secondes.

C'est la nature des sirènes électromécaniques, en particulier leur régime de montée et descente en puissance, qui a historiquement déterminé ce signal, repris par les sirènes pneumatiques et électroniques. Dans le cas des sirènes électroniques, la forme du signal de base (déterminant le timbre du son) est en « dents de scie ».
Le signal national de fin d'alerte comporte un cycle unique consistant en une seule période de fonctionnement au régime nominal (380 Hz +/- 10 Hz) d'une durée de 30 secondes.
Le signal d'alerte spécifique des aménagements hydrauliques comporte, quant à lui, un cycle d'une durée minimum de 2 minutes composé d'émissions sonores de 2 secondes séparées par un intervalle de 3 secondes. Dans le cas des sirènes électroniques, les émissions suivent un signal périodique en « dents de scie » de fréquence fondamentale 200 Hz (tolérance 5 Hz).
L’émission du signal national d’essai comporte un cycle unique identique à celui du signal national d’alerte.

##### Conduite à tenir
En 2013, on estime que 78 % des personnes ne savent pas quoi faire lorsque les sirènes retentissent hors essai.

###### Ce qu'il faut faire
Lorsque le signal d'alerte retentit, les personnes sont invitées :
- à se confiner dans l'endroit clos le plus proche (domicile, lieu public, entreprise, école…) en colmatant les ouvertures, en coupant les ventilations, climatiseurs et chauffages, et en restant loin des fenêtres ;
- à s'abstenir de faire des flammes, de fumer, d'ouvrir les fenêtres ;
- à s'abstenir de téléphoner (ni téléphone fixe, ni téléphone mobile) sauf détresse vitale, afin de laisser les lignes libres pour les secours ;
- s'informer par les médias : télévision et Internet sont les sources les plus courantes, mais en cas de défaillance de tout le réseau, à la suite d'une attaque informatique par exemple, les radios locales continueront d'émettre sur ondes courtes. France Info et France Inter constituent les principaux canaux pour les communications des autorités. Par ailleurs, en cas de défaillance du réseau d'électricité, il est toujours possible d'écouter la radio avec un poste à piles, à batterie, solaire ou bien à alternateur (« dynamo », manivelle permettant de charger la batterie). On peut toutefois noter qu'il est possible aujourd'hui de capter la radio avec la plupart des téléphones mobiles. La station répétera en boucle la situation et les consignes à suivre. Il faut toutefois prendre en compte que de plus en plus de smartphones de dernières générations sont dépourvus de récepteur FM, les fabricants privilégiant la captation des réseaux IMT (aujourd'hui la 5G) pour l'internet mobile. Dans le pire des cas, il demeure toujours possible d'écouter la radio sur le poste intégré d'une voiture, le moteur servant aussi de groupe électrogène de fortune pour alimenter tout appareil utile via la prise allume-cigare.

Les enfants scolarisés sont pris en charge par l'école, c'est le lieu où ils sont le plus en sécurité. Il est donc dangereux et inutile d'aller les chercher.

###### Ce qu'il ne faut pas faire
- Rester dans un véhicule.
- Aller chercher ses enfants à l'école. Les enseignants se chargent de leur sécurité grâce à un plan particulier de mise en sûreté (PPMS).
- Téléphoner (les réseaux doivent rester disponibles pour les secours).
- Rester près des vitres.
- Ouvrir les fenêtres pour savoir ce qui se passe dehors.
- Allumer une quelconque flamme (risque d'explosion).
- Quitter l'abri sans consigne des autorités.

Les sirènes diffusant ce signal sont installées en fixe sur des hauteurs (par exemple des bâtiments hauts) ; le signal peut éventuellement être diffusé par des haut-parleurs montés sur des véhicules mobiles. Dans les petites communes abritant un centre de première intervention (CPI) des sapeurs-pompiers, la sirène sert également parfois à appeler les sapeurs-pompiers volontaires lorsque leur intervention est requise, mais le signal est différent (un cycle unique de une, deux ou plusieurs périodes de fonctionnement au régime nominal seulement, codification dépendante de chaque municipalité si usage), le système est complémentaire des bips (pageurs), seuls les volontaires de garde disposent de pageurs, en cas de besoin la sirène retentit alors pour appeler tous les personnels disponibles quand ceux de garde ne suffisent pas.
Jusqu'en 1999, les consignes étaient indiquées sur les annuaires téléphoniques de France Télécom. Elles sont désormais enseignées au PSC1 (Prévention et secours civiques de niveau 1 - anciennement AFPS) et SST (sauveteur secouriste du travail).
Les lieux situés en aval d'un barrage disposent d'une alerte spéciale, sous la forme d'une corne de brume. Ce signal indique un risque de rupture imminent du barrage ou un relargage d'eau pour éviter cette extrémité, avec un risque d'inondation de la vallée. Lorsque ce signal retentit, les personnes doivent évacuer d'urgence la zone.
Des consignes spécifiques peuvent être définies en fonction des risques locaux, notamment industriels. L'information des populations est alors à la charge des mairies et préfectures.

##### Système d'alerte et d'information des populations
Le système d'alerte et d'information des populations permet d’activer à distances les sirènes. Ce système, dont le déploiement a débuté 2013, est connecté en 2021 à 2 127 sirènes.

##### Utilisation
Les sirènes ont par exemple retenti à Rouen et dans onze communes limitrophes le 26 septembre 2019 à la suite de l'incendie de l'usine Lubrizol (classée Seveso).
Moins de deux mois après, l'alarme est une nouvelle fois déclenchée à Nice et à Cannes le 23 novembre 2019 en prévention de fortes intempéries frappant les Alpes-Maritimes. Elles sont déclenchées derechef le 1er décembre 2019,.

##### FR-Alert
FR-Alert est un système d'alerte des populations qui permet d'envoyer des notifications sur les téléphones mobiles des personnes présentes dans une zone concernée par un incident majeur. Développé par le ministère de l'Intérieur, ce dispositif est opérationnel sur tout le territoire national depuis le 21 juin 2022. Le dispositif FR-Alert repose sur la technologie de diffusion cellulaire,.

### En Suisse
En Suisse, 7 200 sirènes (5 000 fixes et 2 200 mobiles) sont exploitées par la Protection civile pour transmettre l’alarme générale à la population. Environ 600 d’entre elles peuvent également être utilisées pour l’alarme-eau. Les sirènes mobiles sont destinées en particulier à l’alarme générale dans les régions à faible densité de population.
Il y a 2 catégories d'alarmes en Suisse :
- Alarme générale : L'alarme générale consiste en un son oscillant continu diffusé pendant une minute par les sirènes fixes et répété après cinq minutes. Elle l consiste en douze sons graves de 20 secondes chacun, séparés par des intervalles de dix secondes.Elle est déclenchée en cas de danger pour la population. Elle incite celle-ci à allumer immédiatement la radio pour prendre connaissance des consignes de comportement ou des communications officielles. Pour la population, l’alarme générale signifie : 
  - écouter la radio ou s'informer via Alertswiss;
  - suivre les consignes des autorités;
  - informer les voisins.

- Alarme eau : Le signal d'alarme-eau est utilisé exclusivement dans les zones à risque situées à proximité des barrages. Il consiste en douze sons graves de 20 secondes chacun, séparés par des intervalles de dix secondes. En cas d’alarme-eau, la population doit :
  - quitter immédiatement la zone menacée ;
  - suivre les instructions et les consignes des autorités locales.

L'application Alertswiss permet la diffusion des principales informations concernant les événements qui surviennent en Suisse. Elle permet à la population de recevoir des notifications à trois niveaux : alarme, alerte et informations sur les différents dangers. Les mêmes informations sont publiées sur le site web Alertswiss.
Le test des sirènes s'effectue chaque année le premier mercredi du mois de février. Lors du test de 2022, 99 % des sirènes fixes ont parfaitement fonctionné. Les équipements d'alarme défectueux doivent obligatoirement être réparés ou remplacés par les cantons et les communes. Le test englobait également la transmission d'alarme via les canaux numériques d’Alertswiss. Un message d’information a été diffusé sur le site web et l’application mobile Alertswiss.

### Au Québec
La diffusion d'un message d'alerte est, au Québec, une responsabilité partagée par le gouvernement du Canada, le gouvernement du Québec ainsi que par les municipalités, de concert avec les entreprises de radiodiffusion et de télécommunication. Le système du nom de Québec en Alerte fut mis en place afin d'être un moyen additionnel aux relais des médias traditionnel ainsi qu'un moyen de bien faire cerner par la population l'urgence exceptionnelle et immédiate de la situation. Québec en Alerte peut être utilisé pour diffuser des alertes en fonction d'incendie, de catastrophe naturelle, de risque biochimique, de risque lié à des matières dangereuses, une menace terroriste, une crise civile ou pour des messages d'essai. Pour cette raison, Québec en Alerte, est circonscrit à une zone géographique donnée et peut ne pas être envoyé à tous les Québécois si le reste n'est pas national.
Le ministère de la Sécurité publique est le diffuseur officiel des messages d'alerte à la population via le système Québec en Alerte. Le ministère diffuse des messages d'alerte concernant des évènements pouvant porter atteinte à la vie ou à la sécurité des citoyens. Le ministère, bien qu'il reste le diffuseur, peut faire passer des messages d'alerte venant d'autres organismes gouvernementaux qui se doivent de diffuser des messages d'urgence, dans leurs champs de compétence. Environnement et Changements climatique Canada est autorisé à utiliser Québec en Alerte afin d'alerter la population sur des conditions météorologiques dangereuses pouvant être une menace à la sécurité. Par exemple une tornade. La Sûreté du Québec et le Service de police de la Ville de Montréal peuvent également diffuser via Québec en Alerte des informations concernant une alerte AMBER sur le territoire du Québec,. La Sûreté du Québec et les municipalités peuvent utiliser le système lorsque les intervenants d'urgence jugent qu'une situation se déroulant sur le territoire qu'ils couvrent représente une menace imminente ou immédiate pour la vie et la sécurité des Québécois. Toutefois, en date du 31 octobre 2020, seule la Sûreté du Québec s'est prévalue de ce droit de diffuser des informations via Québec en Alerte.
Les citoyens ne peuvent se désabonner du service puisque celui-ci est jugé essentiel par les autorités gouvernementales.
C'est depuis le 31 mars 2015 que toutes les entreprises privées de radiodiffusion et de télécommunication ont l'obligation de diffuser les alertes d'urgences émises par le gouvernement. Il en va de même depuis le 31 mars 2016 pour les entreprises communautaires de radiodiffusion et de télécommunication. Suivant les obligations du CRTC, les fournisseurs de téléphonie mobile sont dans l'obligation de distribuer les alertes d'urgence directement aux appareils de téléphonie mobile qui sont connectés aux réseaux LTE. Les alertes d'urgences sont également distribuées par l'entremise de l'application mobile de MétéoMédia.